# Halsche Beemden
De Halsche Beemden is een 10 ha groot natuurgebied in de vallei van het Merkske, nabij het gehucht Hal te Minderhout, in de Belgische provincie Antwerpen
De gronden zijn eigendom van Natuurpunt en worden beheerd door Natuurpunt en het ANB. Het is het oudste natuurgebied in het dal van de Mark.
Het gebied bestaat voornamelijk uit botanisch interessante hooilandjes, beekbegeleidende bosjes en natuurlijk het Merkske zelf. De (populieren)bossen met een rijke voorjaarsflora worden stelselmatig omgevormd naar beekbegeleidende bossen, die bestaan uit zwarte els, es en gewone vogelkers. Een vliegden van meer als 100 jaar oud is een markante verschijning.
De Halsche Beemden en de volledige vallei van het Merkske kennen een grote biodiversiteit. Onder de flora zijn te vinden: moesdistel, slanke sleutelbloem, gewone dotterbloem, echte koekoeksbloem, bosanemoon, muskuskruid, knolsteenbreek en grote ratelaar. Aanwezige fauna is onder meer: libellen als de bosbeekjuffer en de weidebeekjuffer, vogels als de wielewaal en de nachtegaal, de dagvlinders oranjetipje en landkaartje en de amfibieën kamsalamander en bastaardkikker.

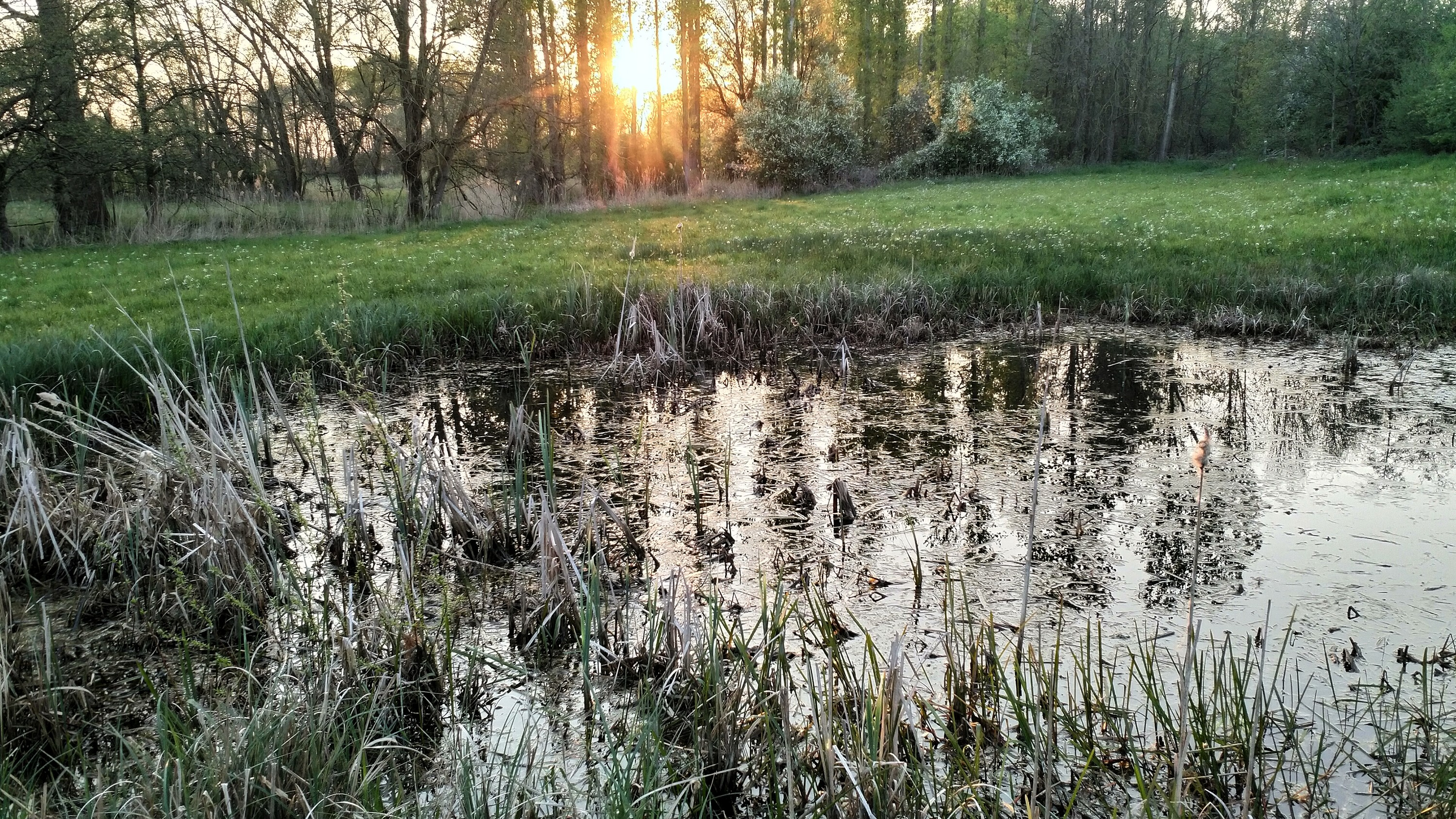